# سپاه تفنگداران دریایی جمهوری کره
سپاه تفنگداران دریایی جمهوری کره (کره‌ای: 대한민국 해병대) سپاه تفنگدار دریایی زیرمجموعه نیروی دریایی جمهوری کره است، که در سال ۱۹۴۹ تأسیس شد.
سپاه تفنگداران دریایی کره جنوبی، در عمل پیاده‌نظام نیروی دریایی کره جنوبی است، که مسئولیت عملیات آبی-خاکی را برعهده دارد، همچنین به عنوان یک نیروی واکنش سریع و یک نیروی ذخیره استراتژیک عمل می‌کند.
سپاه تفنگداران دریایی کره جنوبی در سال ۱۹۴۹، قبل از جنگ کره، به عنوان یک نیروی عملیات سرکوب علیه پارتیزان‌های کمونیست تأسیس شد. سپاه تفنگداران دریایی کره جنوبی همچنین در طول جنگ ویتنام در نبردها شرکت داشت.
سپاه تفنگداران دریایی کره جنوبی، با ۲۹۰۰۰ پرسنل، در دو لشکر و دو تیپ جداگانه تحت فرماندهی ستاد نیروی دریایی کره جنوبی سازماندهی شده است. این سپاه حدود ۳۰۰ وسیله نقلیه زنجیری شامل وسایل نقلیه آبی-خاکی تهاجمی، تانک‌های اصلی جنگی و توپخانه خودکششی دارد.